# Ras al-Hadd
Koordinaten: 22° 31′ 19,2″ N, 59° 47′ 42″ O

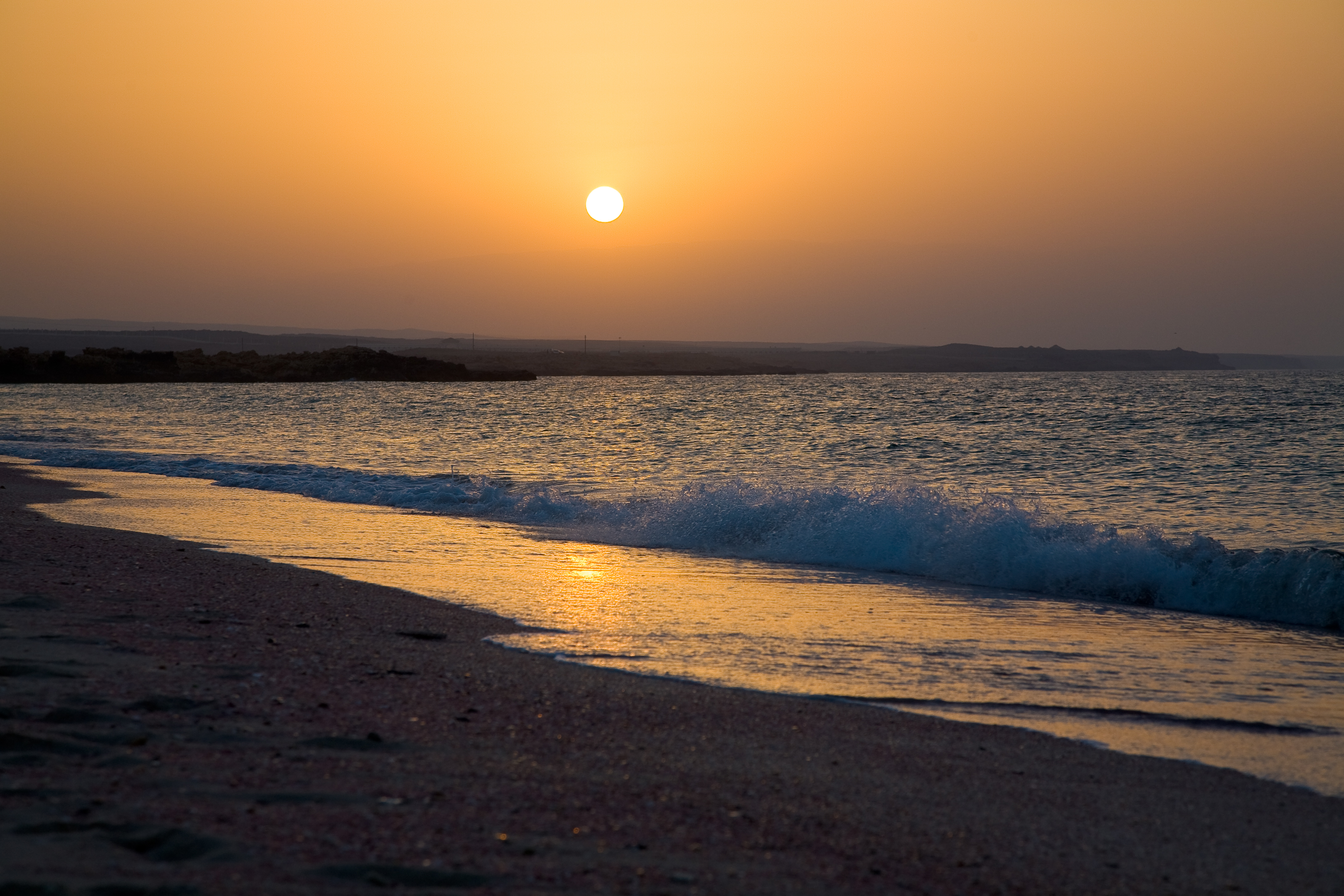
Strand von Ras al-Hadd

Ras al-Hadd (arabisch رأس الحد, DMG Raʾs al-Ḥadd) ist ein Ort im Gouvernement Dschanub asch-Scharqiyya in Oman. Der Ort liegt am östlichsten „Knick“ des Küstenverlaufs des Oman, wo der Golf von Oman und das Arabische Meer sich berühren. Der östlichste Punkt des Oman liegt rund 13 Kilometer weiter südlich bei Ras al-Dschinz mit seinen Schildkrötenstränden.
Im Ort liegt das Fort von Ra's al-Hadd, dessen Errichtung auf die Mitte des 16. Jh. datiert wird. An der Küste steht ein Leuchtturm. Außerdem gibt es hier eine Asphaltpiste, die während des Zweiten Weltkriegs als Notlandebahn diente. Westlich des Orts liegt etwas außerhalb das Hotel Ras al-Hadd Beach Resort.